# 대정 (금)
대정(大定, 1161년 10월 ~ 1189년)은 금나라 세종(世宗) 완안 옹(完顔 雍)의 연호이다. 28년 3개월 가량 사용하였다. 세종(世宗)이 죽고 난 후에 장종(章宗)이 명창으로 개원할 때까지 사용하였다.

## 개원
- 정륭(正隆) 6년 10월 8일[1](1161년 10월 28일)에 반란 세력에 추대되어 즉위 후, 연호를 대정(大定)으로 개원함.[2][3][4]

- 대정(大定) 30년 1월 1일[5](1190년 2월 7일)에 연호를 명창(明昌)으로 개원함.[6][7][4]

## 연대 대조표
| 대정       | 원년            | 2년        | 3년             | 4년             | 5년             | 6년        | 7년        | 8년        | 9년        | 10년       |
| 서기(西紀) | 1161년          | 1162년     | 1163년          | 1164년          | 1165년          | 1166년     | 1167년     | 1168년     | 1169년     | 1170년     |
| 간지(干支) | 신사(辛巳)      | 임오(壬午) | 계미(癸未)      | 갑신(甲申)      | 을유(乙酉)      | 병술(丙戌) | 정해(丁亥) | 무자(戊子) | 기축(己丑) | 경인(庚寅) |
| 남송(南宋) | 소흥(紹興) 31년 | 32년       | 융흥(隆興) 원년 | 2년             | 건도(乾道) 원년 | 2년        | 3년        | 4년        | 5년        | 6년        |
| 대정       | 11년            | 12년       | 13년            | 14년            | 15년            | 16년       | 17년       | 18년       | 19년       | 20년       |
| 서기(西紀) | 1171년          | 1172년     | 1173년          | 1174년          | 1175년          | 1176년     | 1177년     | 1178년     | 1179년     | 1180년     |
| 간지(干支) | 신묘(辛卯)      | 임진(壬辰) | 계사(癸巳)      | 갑오(甲午)      | 을미(乙未)      | 병신(丙申) | 정유(丁酉) | 무술(戊戌) | 기해(己亥) | 경자(庚子) |
| 남송(南宋) | 건도(乾道) 7년  | 8년        | 9년             | 순희(淳熙) 원년 | 2년             | 3년        | 4년        | 5년        | 6년        | 7년        |
| 대정       | 21년            | 22년       | 23년            | 24년            | 25년            | 26년       | 27년       | 28년       | 29년       |            |
| 서기(西紀) | 1181년          | 1182년     | 1183년          | 1184년          | 1185년          | 1186년     | 1187년     | 1188년     | 1189년     |            |
| 간지(干支) | 신축(辛丑)      | 임인(壬寅) | 계묘(癸卯)      | 갑진(甲辰)      | 을사(乙巳)      | 병오(丙午) | 정미(丁未) | 무신(戊申) | 기유(己酉) |            |
| 남송(南宋) | 순희(淳熙) 8년  | 9년        | 10년            | 11년            | 12년            | 13년       | 14년       | 15년       | 16년       |            |

## 동시대 연호

### 중국
송(宋)
- 소흥(紹興) (1131년 ~ 1162년)
- 융흥(隆興) (1163년 ~ 1164년)
- 건도(乾道) (1165년 ~ 1173년)
- 순희(淳熙) (1174년 ~ 1189년)

서하(西夏)
- 천성(天盛) (1149년 ~ 1169년)
- 건우(乾祐) (1170년 ~ 1193년)

대리국(大理國)
- 용흥(龍興) (1157년 ~ 1161년)
- 성명(盛明) (1162년 ~ 1163년)
- 건덕(建德) (1164년 ~ 1171년)
- 이정(利貞) (1172년 ~ 1175년)
- 성덕(盛德) (1176년 ~ 1180년)
- 가회(嘉會) (1181년 ~ 1184년)
- 원형(元亨) (1185년 ~ 1195년)

서요(西遼)
- 소흥(紹興) (1151년 ~ 1163년)
- 숭복(崇福) (1164년  ~ 1177년)
- 천희(天禧) (1177년 ~ 1211년)

기타
- 이랄와알(移剌窩斡) 천정(天正) (1161년 ~ 1162년)

### 베트남
- 다이딘(大定) (1140년 ~ 1162년)
- 찐롱바오응(政隆寶應) (1163년 ~ 1174년)
- 찐푸(貞符) (1176년 ~ 1186년)
- 티엔뜨자투이(天資嘉瑞) (1186년 ~ 1202년)

### 일본
- 오호(應保) (1161년 ~ 1163년)
- 조칸(長寬) (1163년 ~ 1165년)
- 에이만(永萬) (1165년 ~ 1166년)
- 닌난(仁安) (1166년 ~ 1169년)
- 가오(嘉應) (1169년 ~ 1171년)
- 조안(承安) (1171년 ~ 1175년)
- 안겐(安元) (1175년 ~ 1177년)
- 지쇼(治承) (1177년 ~ 1181년)
- 요와(養和) (1181년 ~ 1182년)
- 주에이(壽永) (1182년 ~ 1185년)
- 겐랴쿠(元曆) (1184년 ~ 1185년)
- 분지(文治) (1185년 ~ 1190년)

## 같이 보기
- 다른 왕조의 같은 연호
  - 후량(後梁) 대정(大定, 555년 ~ 562년)
  - 북주(北周) 대정(大定, 581년)
  - 리 왕조(李朝) 다이딘(大定, 1140년 ~ 1163년)
  - 쩐 왕조(陳朝) 다이딘(大定, 1369년 ~ 1370년)

- 중국의 연호 목록